# شهرستان لیوینگستون (میزوری)
شهرستان لیوینگستون، میزوری (به انگلیسی: Livingston County, Missouri) یک سکونتگاه مسکونی در ایالات متحده آمریکا است که در میزوری واقع شده‌است.